# Martin Heinze
Martin Heinze (ur. 5 stycznia 1939 w Belkau, części Bismark) – wschodnioniemiecki zapaśnik walczący w stylu wolnym. Trzykrotny olimpijczyk. Dziesiąty w Rzymie 1960, jedenasty w Tokio 1964 i dziewiąty w Meksyku 1968. Walczył w kategorii 73 kg i 78 kg.
Piąty na mistrzostwach Europy w 1967 i 1968 roku.
Mistrz NRD w 1960, 1961 i w latach 1965–1968; drugi w 1959 i 1969; trzeci w 1958 i 1963. Trzeci w stylu klasycznym w 1961 roku.